# Загаце (Сілезьке воєводство)
Загаце (пол. Zagacie) — село в Польщі, у гміні Конецполь Ченстоховського повіту Сілезького воєводства.
Населення — 96 осіб (2011).
У 1975-1998 роках село належало до Ченстоховського воєводства.

## Демографія
Демографічна структура станом на 31 березня 2011 року:
|          | Загалом | Допрацездатний вік | Працездатний вік | Постпрацездатний вік |
| -------- | ------- | ------------------ | ---------------- | -------------------- |
| Чоловіки | 43      | 8                  | 29               | 6                    |
| Жінки    | 53      | 7                  | 29               | 17                   |
| Разом    | 96      | 15                 | 58               | 23                   |